# Rob Schroeder
Robert Schroeder (El Dorado (Arkansas), 11 mei 1926 – Dallas (Texas), 3 december 2011) was een Amerikaans autocoureur. 
Hij nam deel aan zijn thuisrace in 1962 voor het team Lotus, maar finishte 7 ronden achter de winnaar en scoorde geen punten voor het wereldkampioenschap Formule 1.